# Bogar
Pour les articles homonymes, voir Bogar (homonymie).
Bogar, Bhogar ou Boganathar (550 à 300 av. J.-C.) est un philosophe indien.

## Biographie
Bogar a été décrit dans diverses traditions comme soit un siddhar d’Inde du Sud soit un philosophe chinois (Philosophe bouddhiste) qui a vécu approximativement entre 550 et 300 av. J.-C. Ceux qui le considèrent comme ayant été un philosophe siddhar Taoist chinois disent qu’il a été en Inde du Sud pour étudier la médecine. Bogar est considéré comme un Thirumoolar Tirumular contemporain. Samadhi pour Bogar a été rapporté dans au moins six endroits du Tamil Nadu.
On dit que Bogar a créé l’image de Kârttikeya au temple de la colline de Palani d’un alliage entre neuf métaux différents. Il a également créé le temple pour Murugan à Kataragama, Sri Lanka. Il n’y a pas de statures de Muruga, mais uniquement une plaque en cuivre avec des mantras d’écrites dessus. 

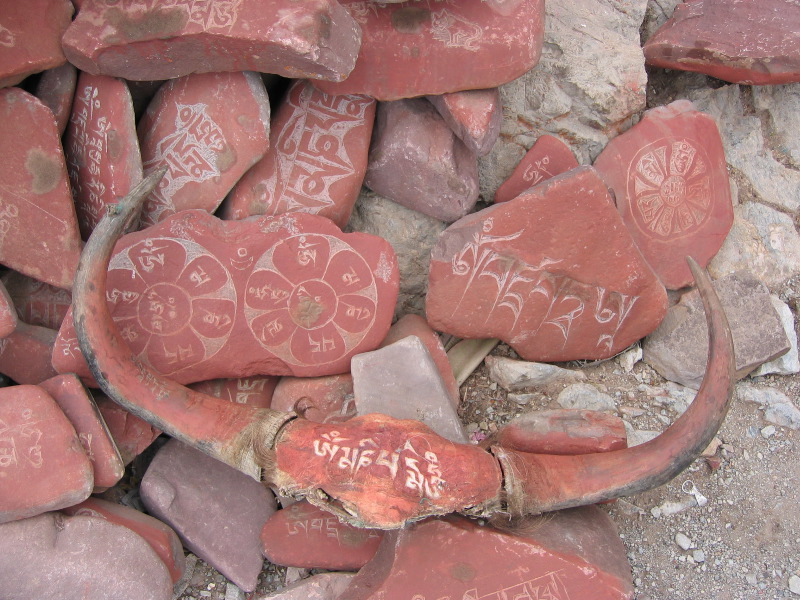
Exemple de mantras gravés sur des pierres : une pratique courante dans les régions bouddhistes.

Il est dit que les prêtres du temple de Palani Murugan auraient été les descendants de Pulipanni, un des étudiants de Bogar, et auraient servi dans le sanctuaire jusqu’au XVIe siècle.
Selon les documents de médecines Siddha, Bogar aurait découvert un élixir d’immortalité. La Pharmacognosie est le meilleur de ses traités. Ses autres travaux portaient sur le yoga, le tir à l’arc ainsi qu’un glossaire sur la médecine.
D’après la légende, l’icône principal a été consacré par un Siddhar Bhogar, qui aurait utilisé la colline comme âshram et aurait élaboré l’amalgame par laquelle l’icône aurait été inventée. Si l’on en croit le mythe, le bhogar était un alchimiste qui a appris le secret de l’immortalité. On suppose qu’il ait été le contemporain d’Agastya, porteur mythique de culture au Tamil Nadu, et qu’il ait vécu durant des décennies engagé dans des missions de miséricorde en Inde du Sud. On   croyait qu’il venait de l’Himalaya et qu’il avait des composés médicinaux et toxiques dans l’amalgame immortel duquel l’icône principale de Palani soit inventée. On dit que verser de la pâte de santal, du lait et d’autres éléments sur l’icône de culte, aurait un effet « chimique » qui perpétuerait l’immortalité de l’icône et améliorerait les chances de miracles créatives au bénéfice des admirateurs. La légende maintient également que les descendants de Pulippāni, un disciple du Siddha Bhogar, aurait servi comme prêtre au sanctuaire principal au moins jusqu’au XVIe siècle lorsque le général Tirumalai Nayak de Madurai (1623-59), un Ramayappan, a présenté Ati-Saiva Sivacaryas pour officier en pūjā. En fait, cette tradition suggère la possibilité que le temple se transforme en Saiva et s’associa avec Murukan relativement tard.